# Josep Maria Servitje i Roca
Josep Maria Servitje i Roca (Manresa, 28 de febrer de 1944) fou un advocat i polític català, diputat al Parlament de Catalunya.
Llicenciat en dret per la Universitat de Barcelona i a Universitat de Deusto, ha treballat principalment en el sector privat. Militant d'Unió Democràtica de Catalunya (UDC), en 1990 substituí en el seu escó Ferran Camps i Vallejo, diputat elegit a les eleccions al Parlament de Catalunya de 1988. Fou membre de la Comissió de la Sindicatura de Comptes i de la Comissió d'Economia, Finances i Pressupost del Parlament de Catalunya. En 1991 renuncià al seu escó i continuà com a Director General d'Ocupació del Departament de Treball de la Generalitat de Catalunya.
En 2009, va ser condemnat a quatre anys i mig de presó i sis anys d'inhabilitació per un delicte continuat de malversació de cabals públics comesa en 1994 en el cas Treball. La justícia el va condemnar per desviar 46.157 euros de fons públics a través de l'adjudicació d'estudis plagiats o de nul·la utilitat vinculades a Víctor Manuel Lorenzo Acuña, excunyat de Josep Sánchez i Llibre.
En 2012, va ser indultat pel Govern, commutant la pena per una multa de 3.600 euros. El conseller de Treball durant el període dels fets, Ignasi Farreres (CiU), va ser jutjat i absolt.